# Еганы
Еганы́ (бел. Еганы) — деревня в составе Черневского сельсовета Дрибинского района Могилёвской области Республики Беларусь.

## Население
- 1999 год — 38 человек
- 2010 год — 22 человека